# Tir à l'arc en Chine

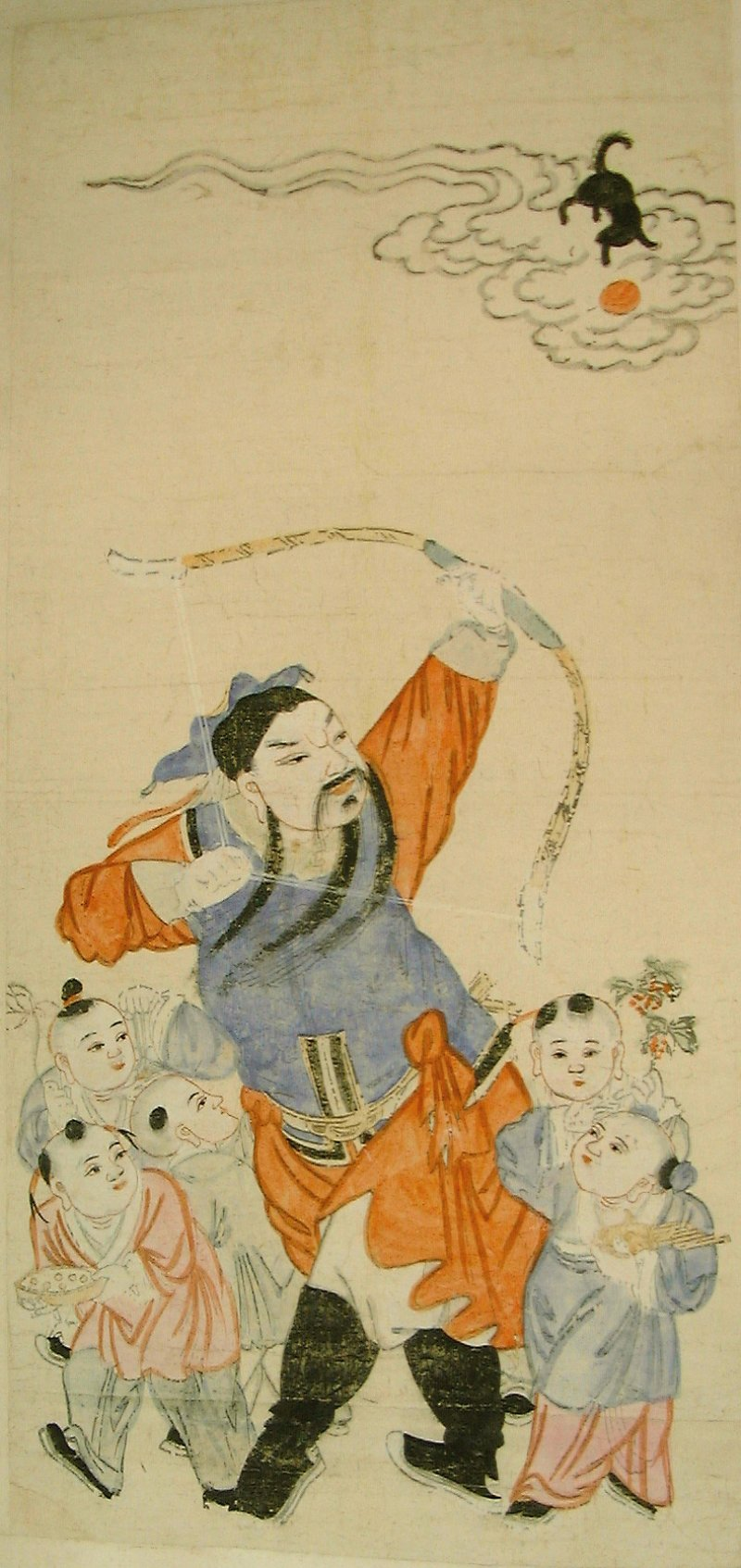
Zhang Xian tire un arc de galets sur le Tiāngǒu, qui est à l'origine d'une éclipse.

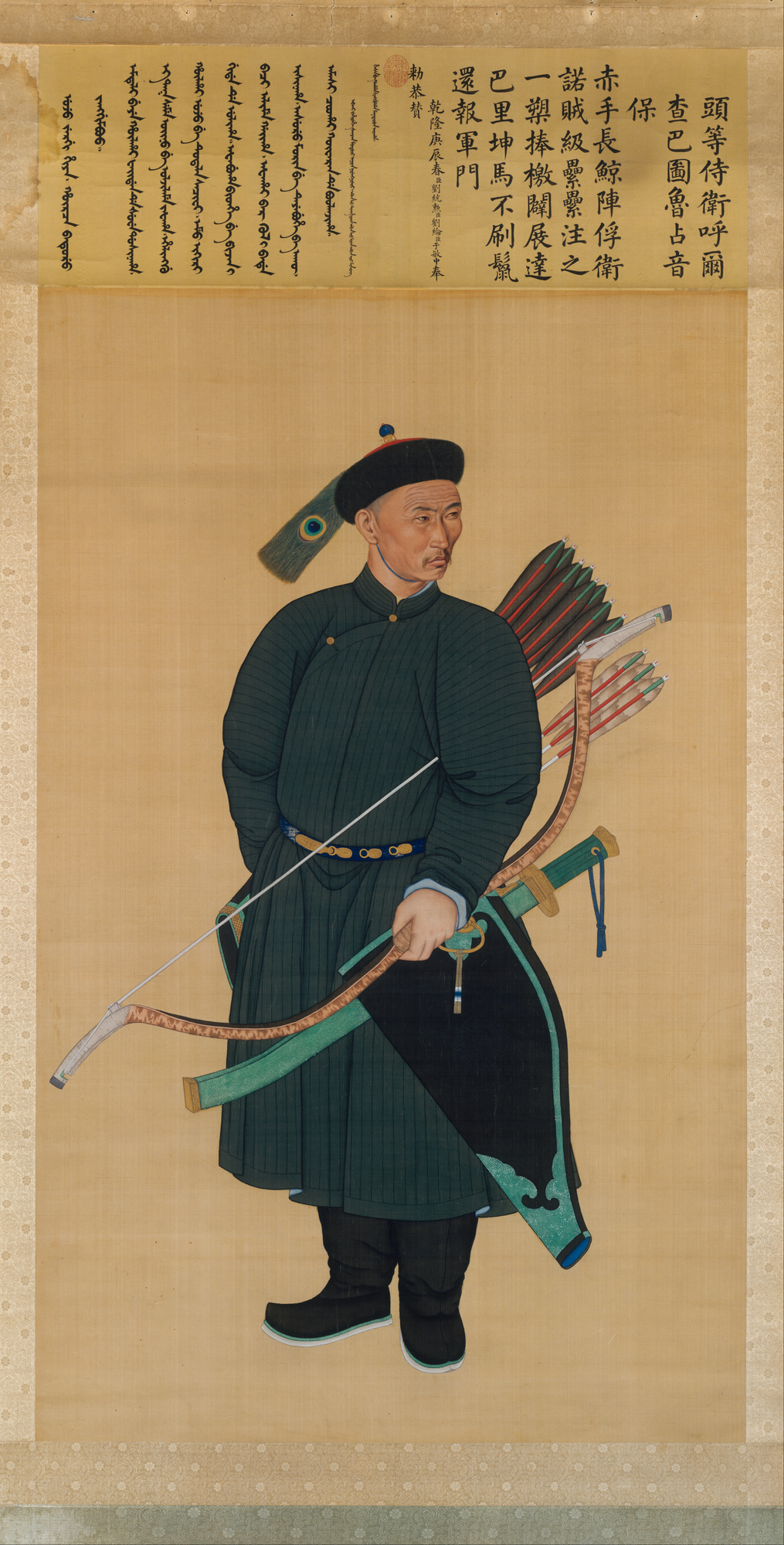
Portrait du garde du corps impérial Zhanyinbao, portant son équipement de tir à l'arc et portant un dao gainé (1760)

Depuis des millénaires, le tir à l'arc chinois a joué un rôle central dans la société chinoise. En particulier, le tir à l'arc occupait une place prépondérante dans la culture et la philosophie anciennes de la Chine: le tir à l'arc était l'un des Six arts nobles de la dynastie Zhou (1146–256 av J-C); le tir à l'arc était une vertu pour les empereurs chinois; Confucius était lui-même un professeur de tir à l'arc; et Lie Zi (un philosophe taoïste) était un archer passionné,. Étant donné que les cultures associées à la société chinoise couvraient une vaste zone géographique et une large gamme de temps, les techniques et équipements associés au tir à l'arc chinois sont divers. L’amélioration des armes à feu et d’autres circonstances de la Chine du XXe siècle ont entraîné la disparition du tir à l’arc en tant que pratique militaire et rituelle et, pendant la majeure partie du XXe siècle, il ne restait plus qu’un seul atelier traditionnel d’arc et de flèche. Cependant, au début du 21e siècle, les artisans cherchant à construire des arcs et des flèches, ainsi que des techniques de pratique de style traditionnel chinois, ont suscité un regain d'intérêt,.
La pratique du tir à l'arc chinois peut être appelée la voie du tir à l'arc terme dérivé des manuels de tir à l'arc de la dynastie Ming du XVIIe siècle écrits par Gao Ying (né en 1570). L'utilisation de 道 (pinyin, le chemin) apparaissent également dans les noms couramment utilisés pour d’autres styles d’Asie orientale, tels que le tir à l'arc japonais (Kyudo) et le tir à l'arc coréen (Gungdo).

## Utilisation et pratique
Aux temps historiques, les Chinois utilisaient le tir à l'arc pour la chasse, le sport, les rituels, les examens et la guerre.

### Guerre
La Chine a une longue histoire de tir à l'arc à cheval. Avant la période des Royaumes combattants (475-221 av J-C), le tir au char était la principale forme de tir à l'arc sur le champ de bataille. Un arrangement typique était que chaque char devait transporter un conducteur, une hallebarde et un archer. Finalement, le tir à l'arc à cheval a remplacé le tir à l'arc de chars pendant la période des Royaumes combattants. La première utilisation rapporté du tir à l'arc à cheval par les Chinois Han a eu lieu avec les réformes du roi Wuling de Zhao en 307 av J-C. En dépit de l'opposition de sa noblesse, les réformes militaires de Zhao Wuling comprenaient l'adoption de la tactique de tir à l'arc des tribus Xiongnu limitrophes, qui impliquait de tirer à cheval et d'éviter les robes han au profit de jodhpurs de style nomade.
Pour l’infanterie, l’arme de projectile préférée était l'arbalète, car cela nécessitait moins d’entraînement que de tirer avec un arc. Dès 600 av. J-C., les arbalètes chinoises utilisaient des mécanismes de déclenchement en bronze sophistiqués, qui permettaient d'obtenir des puissances très élevées. Cependant, les mécanismes de déclenchement de l'arbalète sont revenus à des conceptions plus simples au cours de la dynastie Ming (1368-1644), probablement parce que la construction des mécanismes de déclenchement en bronze a été perdue au cours de la dynastie des Yuan mongol (1271-1368). Néanmoins, le tir à l'arc d'infanterie remplissait toujours d'importantes fonctions d'entraînement et de batailles navales.

### Rituel et examen

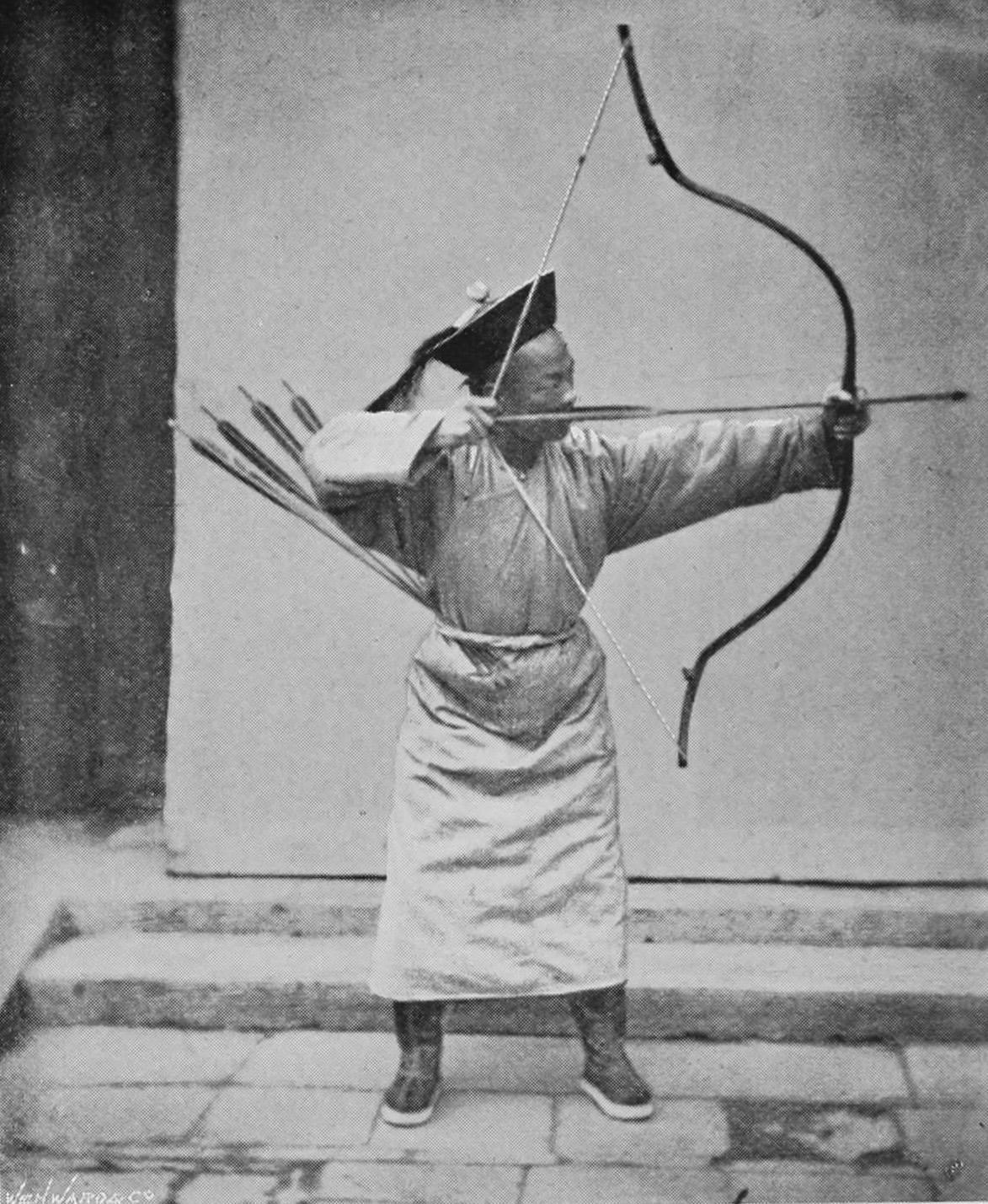
Archer mandchou, photographié dans les années 1870.

Sous la dynastie des Zhou (1146-256 av J-C), les nobles organisaient régulièrement des rituels de tir à l'arc qui symbolisaient et renforçaient l'ordre au sein de la hiérarchie aristocratique. L'arrangement typique impliquait deux archers tirant sur une cible dans un pavillon, accompagnés de musique de cérémonie et de vin. Dans ces rituels, tirer avec une posture et une conduite appropriée était souvent plus important que de simplement toucher la cible, Le tir à l'arc rituel servait de contrepoint à la représentation typique des archers, souvent habiles mais téméraires. Confucius était lui-même un professeur de tir à l'arc. Selon lui, " un homme raffiné n'a aucune utilité pour la compétitivité. Mais s'il ne peut pas l'éviter, alors laissez-le s'affronter par le tir à l'arc! ".
Bien que les rituels de tir à l' arc civil sont tombés en disgrâce après la dynastie des Zhou, des examens inspirés des rituels Zhou de l' époque sont devenus une partie intégrante du programme militaire de dynasties comme les Han Tang, Chanson, Ming et Qing. Ces examens ont permis de sélectionner des responsables militaires sur la base du mérite. En plus du tir à l'arc à pied, les examens comprenaient également du tir à l'arc à cheval, ainsi que des tests de résistance avec des arcs de test de résistance spécialement conçus.
Le tir à l'arc étaient pratiqués par les empereurs Ming, L'équitation et le tir à l'arc étaient les passe-temps préférés de He Suonan qui a servi dans les armées Yuan et Ming sous Hongwu. Les tours de tir à l'arc ont été construites par l'empereur Zhengtong à la Cité interdite. Des tours de tir à l'arc ont été construites sur les murs de la ville de Xi'an, érigés par Hongwu. Le lac Houhu était gardé par des archers à Nanjing pendant la dynastie Ming.
Le tir à l'arc fait partie des six arts avec les Mathématiques, la calligraphie, la littérature, l'équitation, la musique et les rites.
À la Guozijian, l'empereur Ming Hongwu insista sur le droit, les mathématiques, la calligraphie, l'équitation et le tir à l'arc, en plus des classiques de Confucius qui étaient également requis aux examens impériaux,,,,,. Le tir à l'arc et l'équitation ont été ajoutés à l'examen de Hongwu en 1370, décrivant la nécessité du tir à l'arc et de l'équitation pour les responsables non militaires du Collège de guerre (武 舉) en 1162 de l'empereur Song Xiaozong. La zone autour de la porte méridienne de Nanjing était utilisée par les gardes et les généraux de Hongwu pour le tir à l'arc.
L'examen impérial comprenait le tir à l'arc. Le tir à l'arc à cheval était pratiqué par des Chinois vivant près de la frontière. Les écrits de Wang Ju sur le tir à l'arc ont été suivis pendant le Ming et le Yuan et les Ming ont développé de nouvelles méthodes de tir à l'arc. Jinling Tuyong a fait des démonstrations de tir à l'arc à Nanjing pendant le Ming. Des concours de tir à l'arc ont eu lieu dans la capitale pour les soldats de la garnison de la garde triés sur le volet.
L'équitation et le tir à l'arc étaient les activités préférées de Zhu Di (l'empereur Yongle) et de son deuxième fils, Zhu Gaoxu.
Le fils aîné et le successeur de l'empereur Yongle, l'empereur de Hongxi, était désintéressé par les questions militaires mais pas par le tir à l'arc.
Le tir à l'arc et l'équitation étaient des passe-temps fréquents de l'empereur Zhengde. Il a pratiqué le tir à l'arc et l'équitation avec des eunuques. Des moines bouddhistes tibétains, des femmes musulmanes et des musiciens ont été recrutés et fournis à Zhengde par son gardien, Ch'ien Ning, qui l'a familiarisé avec l'archer ambidextre et l'officier militaire Chiang Pin. Le petit-fils du prince de Lu, un commandant militaire et archer accompli a été rétrogradé au statut de roturier à la suite d'une accusation de trahison injustifiée en 1514.
Les compétitions de tir à l'arc, l'équitation et la calligraphie faisaient partie des loisirs de l'empereur Wanli.

### Chasse
La chasse était une discipline importante du tir à l'arc chinois, et les scènes de chasse utilisant le tir à l'arc à cheval occupent une place importante dans les œuvres d'art chinois,.
En plus d'utiliser des arcs et des flèches normaux, deux sous-genres distincts de tir à l'arc de chasse ont émergé: la chasse aux oiseaux avec un arc à pellets et la chasse à la sauvagine avec une flèche attachée. Tirer avec un arc à pellets implique l'utilisation d'un arc léger avec une poche sur la corde conçue pour tirer une boule de pierre. La discipline du tir à l'arc à pellets aurait été le précurseur du tir à l'arc, et elle a persisté pendant de nombreux siècles. En revanche, la chasse avec une flèche attachée (destinée à piéger plutôt qu'à percer la cible) figurait dans les peintures anciennes, mais semblait s'être éteinte avant la dynastie Tang (618–907 de notre ère).

### Déclin
Contrairement au tir à l'arc coréen et japonais (dont les traditions ont été préservées par la transmission directe), les circonstances de la Chine des XIXe et XXe siècles ont rendu difficile la transmission directe des traditions de tir à l'arc chinois jusqu'à nos jours.
L'utilisation militaire des armes à feu a commencé sous la dynastie Ming (1368-1644) et l'utilisation générale des armes à poudre à canon dès la dynastie Song (960-1279). Malgré cette adoption, les arcs et les arbalètes font toujours partie intégrante de l’arsenal militaire en raison de la lenteur de la cadence de tir et du manque de fiabilité des premières armes à feu. Cette situation a changé vers la fin de la dynastie Qing (1644–1911 de notre ère), lorsque la disponibilité d'armes à feu fiables a rendu le tir à l'arc moins efficace en tant qu'arme militaire. En tant que tel, l'empereur Guangxu a supprimé le tir à l'arc du programme des examens militaires en 1901
Entre l'effondrement de la Chine impériale en 1911 et le début de la seconde guerre sino-japonaise (1937-1945), un effort de courte durée visait à raviver la pratique du tir à l'arc traditionnel. Après la Seconde Guerre mondiale, les archers traditionnels ont pu continuer leur métier jusqu'à la révolution culturelle (1966-1976), lorsque les circonstances ont obligé des ateliers tels que Ju Yuan Hao à suspendre la fabrication d'arcs chinois traditionnels.

### Reconstruction moderne et renaissance
En 1998, Ju Yuan Hao a repris la fabrication de l'arc et était jusqu'à récemment le seul atelier actif à construire des arcs et des flèches dans le style chinois traditionnel,.
Cependant, grâce aux efforts dévoués d’artisans, de chercheurs, de promoteurs et d’enthousiastes, la pratique du tir à l’arc traditionnel chinois a connu un renouveau au 21e siècle. Depuis 2009, ils ont mis en place un séminaire annuel de tir à l'arc traditionnel chinois, Grâce à une nouvelle compréhension et à une reconstruction de ces pratiques de tir à l'arc, leur objectif est de créer une nouvelle tradition vivante pour le tir à l'arc chinois. Les passionnés de Hanfu ont également fait revivre le rituel traditionnel du tir à l'arc.

## Technique
De nombreuses variantes de la technique de tir à l'arc ont évolué au cours de l'histoire chinoise, il est donc difficile de spécifier complètement un style canonique chinois. La dynastie des Han (206 av J-C à 220) avait au moins 7 manuels de tir à l'arc en circulation (y compris un manuel du général Li Guang), et la dynastie Ming (1368-1644 de notre ère) comptait au moins 14 écoles différentes de théorie du tir à l'arc et à l'arbalète, et la dynastie Qing a vu la publication de livres de plus de 14 écoles de tir à l'arc différentes. Le point commun entre tous ces styles est qu'ils accordaient une grande importance à la concentration.
Le style de tirage le plus souvent associé au tir à l'arc chinois est le tirage au pouce, qui était également la méthode de tirage prédominante pour les autres peuples asiatiques tels que les Mongols, les Tibétains, les Japonais, les Coréens, les Indiens, les Turcs et les Persans,. Cependant, au cours des périodes précédentes de l’histoire chinoise (par exemple, la dynastie Zhou), le tirage à 3 doigts était courant alors que le tirage au pouce était populaire,.
En outre, les différents styles de tir à l'arc chinois offrent différents conseils sur d'autres aspects de la technique de tir. Par exemple: comment positionner les pieds, à quelle hauteur ancrer la flèche, comment positionner les doigts, où il faut appliquer une tension, laisser l’arc tourner dans la main après le relâchement, et étendre le bras de traction après la libération,,,,. Les différents styles chinois utilisaient différentes longueurs de tirages, littérature, art et photographies montrent des archers chinois plaçant leur main de corde près de leur épaule, de leur joue, de leur oreille ou au-delà de leur visage,.
La dichotomie entre technique de tir à l'arc rituel / d'examen et technique de tir à l'arc sur le champ de bataille fournit un exemple significatif des contrastes entre différents styles chinois. Wang Ju, un auteur de la dynastie Tang, préférait un style rituel / d'examen qui impliquait un suivi post-relâchement où l'arc tournait dans la main de l'archet et le bras tendu tendait vers l'arrière; en revanche, certains auteurs tels que Zeng Gongliang (dynastie Song), Li Chengfen (influencé par les généraux de la dynastie Ming Yu Dayou et Qi Jiguang) et Gao Ying (dynastie Ming) ont renoncé aux éléments esthétiques (comme celui de Wang Ju) pour développer une technique plus pratique,.

## Arcs
Des sources historiques et des preuves archéologiques suggèrent l'existence d'une variété de types d'arcs historiques dans la région de la Chine actuelle. La plupart des variétés d'arcs chinois étaient des arcs en corne (composites tendin-corne-bois), mais des arcs longs et des composites en bois étaient également utilisés. Les reproductions modernes d'arcs de style chinois ont adopté des formes inspirées par les conceptions historiques. Mais en plus d'utiliser des méthodes de construction traditionnelles, les artisans et les fabricants modernes ont utilisé des matériaux modernes tels que la fibre de verre, la fibre de carbone et le plastique renforcé de fibres.

### Arc en corne de style scythe
Les arcs en corne de ce style ont tendance à être asymétriques et adoptent un profil de réflexe / réflexe distinct et incurvé (forme connue sous le nom "d'arc à cupidon". Les archéologues ont découvert des exemples d'arcs de style scythe datant de la dynastie des Zhou orientaux (770-256 avant notre ère) provenant des sites de Subeixi et de Yanghai,.

### Arcs longs
Les arcs longs et les arcs en bois étaient très populaires dans le sud de la Chine, où le climat humide rendait les arcs en corne plus difficiles à utiliser. n exemple d'excavation d'un grand arc chinois datant de l' époque de la dynastie des Han de l'Ouest (475 avant notre ère - 9 après J.-C.) mesurant environ 1,59 m de long, 3,49 cm de large et 1,4 cm d'épaisseur,,.

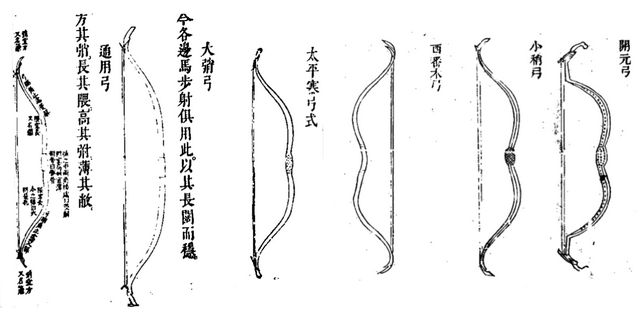
Illustrations des arcs de la dynastie Ming de Wu Bei Yao Lue (à gauche) et de Wubei Zhi (à droite). De gauche à droite: arc polyvalent (通用), arc big-siyah (大 弰), arc du village Taiping (寨 弓), arc en bois Xifan (木 弓), arc small-siyah (小 稍 弓) et l'arc de Kaiyuan (弓).

### Arcs en bois lamellé
Les arcs en bois lamellé sont populaires dans le sud de la Chine en raison du climat humide. Sur la base des arcs excavés de la période de printemps et d'automne par la dynastie Han (770 av J-C - 220), la construction typique d'un stratifié de bois chinois était un arc réflexe fabriqué à partir de plusieurs couches de bois (tels que le bambou ou le mûrier), enveloppé dans soie et laqué. La longueur typique de ces arcs était de 1,2 à 1,5 mètre.

### Arc en corne siyah
Les arcs avec de longs siyahs étaient populaires en Chine depuis la dynastie des Han jusqu'à la dynastie des Yuan (206 avant notre ère - 1368 de notre ère). Les siyahs sont les sections d'extrémité sans flexion des arcs composites asiatiques. La conception partage des similitudes avec les arcs en corne hunnique.

Les arcs Niya, Gansu et Khotan sont des exemples d'arcs à longue siya datant de la fin de la période des Han aux Jin (environ 200 à 300 de notre ère),. Au cours de cette période, les siyahs avaient tendance à être longs et fins, tandis que les sections de tensions des branches étaient courtes et larges. Cependant, pendant la période du yuan, les siyahs à arc long avaient tendance à avoir des siyahs plus lourds et des branches plus fines que leurs prédécesseurs de l'ère Han / Jin. 

### Arc en corne de la dynastie Ming
Les modèles d'arc plus courts sont devenus populaires pendant la dynastie Ming (1368-1644 de notre ère) Wubei Zhi (chapitre 102) décrit plusieurs styles d'arc populaires sous la dynastie Ming : au nord, l'arc court-siyah, l'arc rainuré-siyah, le nœud à pont rainuré et le long arc siyah ; au sud, l'arc de Chenzhou, l'arc court en siyah, ainsi que des arcs composites en bambou finis avec de la laque; l'arc Kaiyuan était utilisé dans toutes les régions de la Chine Ming. L'arc de petite siyah (chinois: 小 稍) diffère des conceptions chinoises antérieures en ce que ses siyahs étaient courts et placés à un angle en avant de la corde au repos. Sa conception est peut-être liée à l'arc en corne coréen. L' arc Kaiyuan (chinois: 弓) était un arc de taille petite à moyenne qui comportait de longs siyahs et qui constituait l'arc de prédilection des officiers supérieurs.
Wu Bei Yao Lue (chapitre 4), un autre manuel militaire classique de la dynastie Ming, décrit un ensemble d'arcs distincts de ceux décrits dans Wubei Zhi. Il s’agit de l’arc polyvalent, de la big-siyah (utilisée aussi bien pour l’infanterie que pour la cavalerie) et de l’ arc du village Taiping (qui ressemblait à un arc coréen et qui était privilégié dans le nord et le sud de la Chine artisanat).

### Arc en corne de la dynastie Qing

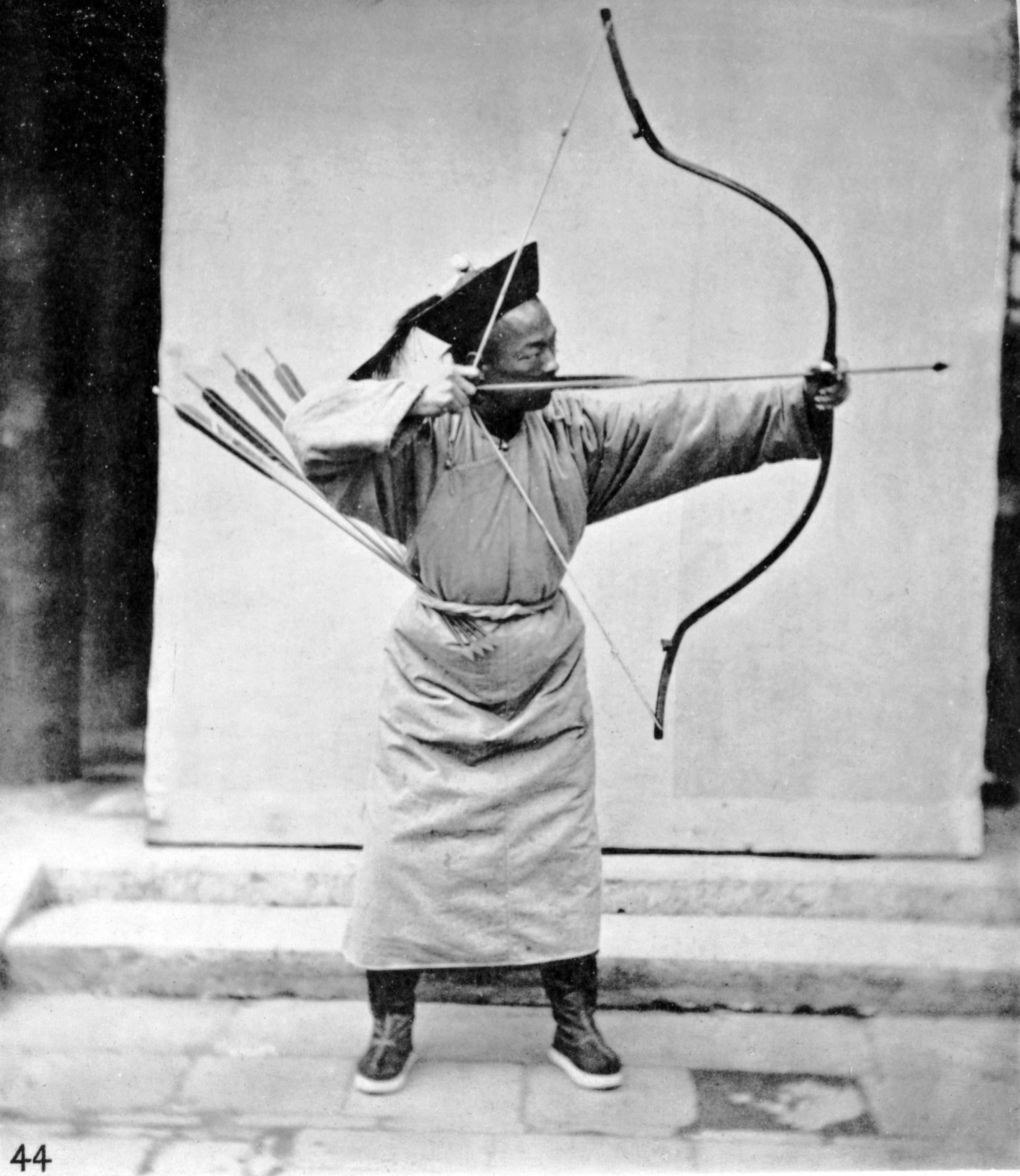
Archer

La conception de l' arc de Mandchourie est devenue populaire en Chine pendant la dynastie des Qing (1644–1911 de notre ère). Contrairement aux autres modèles composites asiatiques, les arcs en corne Qing étaient long (jusqu’à 1,7 m de long quand ils étaient bandés) et comportaient de longs siyahs lourds (jusqu’à 35 cm de longueur) avec des ponts à cordes proéminents. Le principe général à la base de cette conception était de délaisser la vitesse des flèches au profit de la stabilité et de la capacité de lancer efficacement des flèches longues et lourdes, dépassant parfois un mètre de long.
L'arc de Mandchourie a influencé les conceptions modernes d'arc tibétain et mongol, qui sont des versions plus courtes de l'arc en corne Qing.

## Protection des mains
Parce que les archers chinois utilisaient généralement le tirage au pouce, ils avaient souvent besoin d'une protection du pouce sous la forme d'un anneau ou d'une protection en cuir. À l’époque historique, le jade, le métal, l’ivoire, la corne et les os étaient les matériaux utilisés pour les anneaux du pouce (bien que les spécimens constitués de matériaux organiques aient été difficiles à récupérer). En raison de l'importance du tir à l'arc, la signification des anneaux de pouce s'étendait au-delà du champ de bataille: les anneaux étaient généralement portés comme symboles de statut et, jusqu'à la fin de la dynastie des Han (en l'an 220 de notre ère), ils étaient également des objets funéraires. Bien que les archives archéologiques relatives à la protection du pouce en Chine soient incomplètes, les conceptions des anneaux mis au jour et antiques suggèrent qu'une variété de conceptions est devenue populaire au fil du temps,,.
Le plus ancien anneau de pouce chinois retrouvé provient de la tombe de Fu Hao (décédée vers 1200 avant notre ère) sous la dynastie Shang. L'anneau était un cylindre incliné où l'avant, qui contenait une rainure pour tenir la corde de l'arc, était plus haut que l'arrière. Une fouille de la tombe du marquis de Jin dans le comté de Quwo, dans le Shanxi, a révélé un anneau de pouce en jade de type Zhou occidental, avec un design à lèvres, mais comportant des décorations de couleurs semblables à l'anneau de la dynastie des Shang, Fu Hao. De la période des Royaumes combattants jusqu'à la dynastie des Han (475 av. J.-C. - 220 ap. J.-C.), les anneaux de fouilles avaient généralement un dessin avec des lèvres avec un éperon distinctif sur le côté (il existe plusieurs théories sur la fonction de l'éperon) Les anneaux de la dynastie Qing (1644-1911) étaient des cylindres ronds ou en forme de D.,.
Outre les exemples ci-dessus, il est difficile de décrire des conceptions d'anneaux de pouce d'autres périodes. Par exemple, les anneaux de pouce sont absents des archives archéologiques entre les dynasties Han et Ming (220-1688 de notre ère), même si la littérature contemporaine (comme le manuel de tir à l'arc de Wang Ju de la dynastie Tang) indique que les archers chinois utilisaient encore le tirage au pouce. De plus, des preuves suggèrent qu'une variété de formes de bagues étaient populaires pendant la dynastie Ming (1368-1644 de notre ère). Le manuel de tir à l'arc de Li Chengfen préconisait l'utilisation d'anneaux à ouverture ovale, et le manuel de tir à l'arc de Gao Ying décrivait l'utilisation d'anneaux à lèvres et contenait des illustrations représentant un archer utilisant un anneau à lèvres. À ce jour, toutefois, les seuls anneaux récupérés qui semblent appartenir à la dynastie Ming ont une conception cylindrique différente de celle des anneaux de pouce Qing.
À ce jour, il n’existe que très peu d’exemples (le cas échéant) de fouilles de protection de la main de tirage excavées pour les archers chinois utilisant le tirage à trois doigts. Cependant, Xin Ding San Li Tu (une dynastie des Song illustré guide dynastie Zhou rituels de tir à l' arc) représente un onglet de roseau rouge (appelé Zhu Ji San,朱极三) pour la protection de l'index, le majeur et l' annulaire tout en tirant la corde.

## Légendes
Les légendes sur le tir à l'arc imprègnent la culture chinoise. Un conte récent explique comment l'empereur jaune, ancêtre légendaire du peuple chinois, a inventé l'arc et la flèche :
| “ | Il était une fois Huangdi sorti chasser armé d'un couteau en pierre. Soudain, un tigre surgit du sous-bois. Huangdi poussa un mûrier pour s'échapper. En tant que créature patiente, le tigre s'assit au bas de l'arbre pour voir ce qui se passerait ensuite. Huangdi a vu que le bois de mûrier était souple et a coupé une branche avec son couteau en pierre pour faire un arc. Puis il a vu une vigne pousser sur l'arbre et il en a coupé une longueur pour en faire une ficelle. Ensuite, il a vu des bambous tout droit à proximité, alors il a coupé un morceau pour faire une flèche. Avec son arc une flèche, il tira le tigre dans les yeux. Le tigre s'enfuit et Huangdi s'échappa. | ” |

Dans un autre mythe Hou Yi tirait sur le soleil D'autres mythes racontent également que Hou Yi combattait un ensemble de monstres (métaphores de catastrophes naturelles) utilisant son arc rouge cinabre.
"Il était une fois un homme nommé Cheyn qui vivait dans un village au pied d’une montagne. Un jour, il fut attaqué par un lapin enragé. Pour se sauver, il a pris la branche d'un arbre et le tendon d'un cerf mort à proximité. Il a ramassé un bâton du sol et a utilisé son nouvel engin pour tirer le bâton et tuer le lapin. À son retour, il a été salué comme un héros par le village et fait roi. " [réf. nécessaire]